# Draft 7.30
Draft 7.30 es el séptimo álbum del grupo británico de música electrónica Autechre, lanzado por Warp Records en 2003.
El disco recibió reseñas y puntuaciones dispares, aunque mayormente positivas por parte de la crítica especializada, con un 4.0/5 de parte de Allmusic.com y The Guardian, un 76/100 de Metacritic, o un más frío 6.2/10 de Pitchfork.
La canción "Reniform Puls" fue usada para una publicidad televisiva del teléfono móvil LG U880.
La portada fue creada por el director de vídeos y diseñador gráfico británico Alex Rutterford.

## Lista de canciones
| Draft 7.30 |                              |          |  |
| N.º        | Título                       | Duración |  |
| 1.         | «Xylin Room»                 | 6:09     |  |
| 2.         | «IV VV IV VV VIII»           | 4:50     |  |
| 3.         | «6IE.CR»                     | 5:38     |  |
| 4.         | «Tapr»                       | 3:14     |  |
| 5.         | «Surripere»                  | 11:23    |  |
| 6.         | «Theme of Sudden Roundabout» | 4:51     |  |
| 7.         | «VL AL 5»                    | 4:56     |  |
| 8.         | «P.:NTIL»                    | 7:07     |  |
| 9.         | «V-Proc»                     | 6:00     |  |
| 10.        | «Reniform Puls»              | 8:38     |  |